# Васіліс Мазаракіс
Васіліс Мазаракіс (нар. 9 лютого 1980) — колишній грецький тенісист.
Найвищу одиночну позицію світового рейтингу — 115 місце досяг 10 жовтня 2005, парну — 101 місце — 18 вересня 2006 року.

## Фінали турнірів ATP за кар'єру

### Парний розряд: 1 (1 поразка)
| Легенда                         |
| ------------------------------- |
| Турніри Великого шлема (0–0)    |
| Фінали Світового туру ATP (0–0) |
| Серія Мастерс ATP (0–0)         |
| Серія турнірів ATP (0–0)        |
| Серія ATP Інтернешнл (0–1)      |

| Фінали за покриттям |
| ------------------- |
| Тверде (0–0)        |
| Ґрунт (0–1)         |
| Трава (0–0)         |
| Килим (0–0)         |

| Фінали за типом корту |
| --------------------- |
| Відкритий корт (0–1)  |
| Закритий корт (0–0)   |

| Результат | W–L | Дата     | Турнір                  | Рівень           | Покриття | Партнер        | Суперники                    | Рахунок  |
| --------- | --- | -------- | ----------------------- | ---------------- | -------- | -------------- | ---------------------------- | -------- |
| Поразка   | 0–1 | Лют 2006 | Буенос-Айрес, Аргентина | Серія Інтернешнл | Ґрунт    | Борис Пашанскі | Франтішек Чермак Леош Фридль | 1–6, 2–6 |

## Фінали ATP Челленджер і ITF Ф'ючерс

### Одиночний розряд: 28 (14–14)
| Легенда              |
| -------------------- |
| ATP Челленджер (6–7) |
| ITF Ф'ючерс (8–7)    |

| Фінали за покриттям |
| ------------------- |
| Тверде (5–2)        |
| Ґрунт (9–12)        |
| Трава (0–0)         |
| Килим (0–0)         |

| Результат | W–L   | Дата     | Турнір                                      | Рівень     | Покриття | Суперник          | Рахунок            |
| --------- | ----- | -------- | ------------------------------------------- | ---------- | -------- | ----------------- | ------------------ |
| Поразка   | 0–1   | Чер 1999 | Італія F10, Павія                           | Ф'ючерс    | Ґрунт    | Харел Леві        | 4–6, 5–7           |
| Перемога  | 1–1   | Чер 1999 | Італія F11, Вальденго                       | Ф'ючерс    | Ґрунт    | Джанлука Лудді    | 6–1, 4–6, 7–6      |
| Перемога  | 2–1   | Вер 1999 | Скоп'є, Республіка Македонія                | Челленджер | Ґрунт    | Гергей Кішдєрдь   | 6–1, 6–0           |
| Поразка   | 2–2   | Тра 2000 | Алжир F2, Алжир (місто)                     | Ф'ючерс    | Ґрунт    | Альберт Монтаньєс | 1–6, 1–6           |
| Поразка   | 2–3   | Тра 2000 | Велика Британія F5, Ньюкасл-апон-Тайн       | Ф'ючерс    | Ґрунт    | Олів'є Мютіс      | 5–7, 2–6           |
| Поразка   | 2–4   | Вер 2000 | Будапешт, Угорщина                          | Челленджер | Ґрунт    | Дієго Мояно       | 3–6, 0–6           |
| Перемога  | 3–4   | Бер 2001 | Нова Зеландія F2, Крайстчерч                | Ф'ючерс    | Тверде   | Б'єрн Ренквіст    | 6–0, 6–3           |
| Перемога  | 4–4   | Бер 2001 | Перт, Австралія                             | Челленджер | Тверде   | Джеймі Дельгадо   | 6–2, 6–4           |
| Поразка   | 4–5   | Вер 2001 | Бриндізі, Італія                            | Челленджер | Ґрунт    | Федеріко Луцці    | 6–0, 6–7(3–7), 4–6 |
| Перемога  | 5–5   | Вер 2001 | Софія, Болгарія                             | Челленджер | Ґрунт    | Стефано Гальвані  | 7–6(7–5), 6–4      |
| Поразка   | 5–6   | Вер 2001 | Камник, Словенія                            | Челленджер | Ґрунт    | Желько Краян      | 2–6, 6–3, 6–7(7–9) |
| Перемога  | 6–6   | Вер 2002 | Самарканд, Узбекистан                       | Челленджер | Ґрунт    | Йон ван Лоттум    | 7–6(7–1), 4–6, 6–1 |
| Поразка   | 6–7   | Жов 2002 | Бухара, Узбекистан                          | Челленджер | Тверде   | Йон ван Лоттум    | 6–7(5–7), 1–6      |
| Перемога  | 7–7   | Бер 2004 | Австралія F1, Берні (Тасманія)              | Ф'ючерс    | Тверде   | Ендрю Дерер       | 6–3, 6–2           |
| Поразка   | 7–8   | Чер 2004 | Нідерланди F1, Алкмар                       | Ф'ючерс    | Ґрунт    | Стефан Ваутерс    | 6–3, 4–6, 2–6      |
| Перемога  | 8–8   | Січ 2005 | Катар F1, Доха                              | Ф'ючерс    | Тверде   | Стефано Гальвані  | 6–3, 4–6, 6–4      |
| Перемога  | 9–8   | Лют 2005 | Нова Зеландія F1, Гамільтон (Нова Зеландія) | Ф'ючерс    | Тверде   | Марк Нілсен       | 7–5, 2–6, 7–6(7–5) |
| Перемога  | 10–8  | Бер 2005 | Австралія F3, Beaumaris                     | Ф'ючерс    | Ґрунт    | Паул Лоґтенс      | 6–3, 6–3           |
| Поразка   | 10–9  | Кві 2005 | Австралія F4, Frankston                     | Ф'ючерс    | Ґрунт    | Паоло Лоренці     | 4–6, 6–7(4–7)      |
| Перемога  | 11–9  | Тра 2005 | Дрезден, Німеччина                          | Челленджер | Ґрунт    | Борис Пашанскі    | 6–3, 6–2           |
| Поразка   | 11–10 | Лип 2005 | Будайорш, Угорщина                          | Челленджер | Ґрунт    | Борис Пашанскі    | 3–6, 2–6           |
| Поразка   | 11–11 | Сер 2005 | Самарканд, Узбекистан                       | Челленджер | Ґрунт    | Борис Пашанскі    | 3–6, 2–6           |
| Поразка   | 11–12 | Вер 2005 | Будапешт, Угорщина                          | Челленджер | Ґрунт    | Борис Пашанскі    | 6–4, 3–6, 0–6      |
| Перемога  | 12–12 | Вер 2005 | Баня-Лука, Боснія і Герцеговина             | Челленджер | Ґрунт    | Віктор Троїцький  | 6–2, 6–2           |
| Перемога  | 13–12 | Бер 2007 | Австралія F3, Сейл (Вікторія)               | Ф'ючерс    | Ґрунт    | Раміз Джунейд     | 4–6, 6–2, 6–2      |
| Поразка   | 13–13 | Бер 2007 | Австралія F4, Лайнем                        | Ф'ючерс    | Ґрунт    | Ейлун Джонс       | 6–3, 1–6, 3–6      |
| Поразка   | 13–14 | Жов 2007 | КНР F6, Пекін                               | Ф'ючерс    | Тверде   | Ґо Соеда          | 3–6, 1–6           |
| Перемога  | 14–14 | Лип 2009 | США F15, Рочестер (Нью-Йорк)                | Ф'ючерс    | Ґрунт    | Філіп Країнович   | 6–2, 6–0           |

### Парний розряд: 8 (4–4)
| Легенда              |
| -------------------- |
| ATP Челленджер (3–3) |
| ITF Ф'ючерс (1–1)    |

| Фінали за покриттям |
| ------------------- |
| Тверде (0–0)        |
| Ґрунт (4–4)         |
| Трава (0–0)         |
| Килим (0–0)         |

| Результат | W–L | Дата     | Турнір               | Рівень     | Покриття | Партнер                 | Суперники                               | Рахунок          |
| --------- | --- | -------- | -------------------- | ---------- | -------- | ----------------------- | --------------------------------------- | ---------------- |
| Поразка   | 0–1 | Кві 2005 | Канберра, Австралія  | Челленджер | Ґрунт    | Вернер Ешауер           | Річард Фромберг Кріс Гуччоне            | 1–6, 2–6         |
| Перемога  | 1–1 | Жов 2005 | Рим, Італія          | Челленджер | Ґрунт    | Константінос Ікономідіс | Флавіо Чіполла Алессандро Мотті         | 6–4, 7–6(7–4)    |
| Перемога  | 2–1 | Чер 2006 | Еттлінген, Німеччина | Челленджер | Ґрунт    | Феліпе Парада           | Ларс Бургсмюллер Зімон Гройль           | 3–6, 6–1, [10–4] |
| Перемога  | 3–1 | Чер 2006 | Фюрт, Німеччина      | Челленджер | Ґрунт    | Феліпе Парада           | Філіпп Маркс Торстен Попп               | 6–3, 6–2         |
| Поразка   | 3–2 | Лип 2006 | Познань, Польща      | Челленджер | Ґрунт    | Ян Мертл                | Томаш Беднарек Міхал Пшисєнжний         | 3–6, 6–3, [8–10] |
| Поразка   | 3–3 | Лип 2006 | Ріміні, Італія       | Челленджер | Ґрунт    | Габр'єл Морару          | Хуан Пабло Бжезіцькі Крістіан Вільяґран | 2–6, 7–5, [6–10] |
| Перемога  | 4–3 | Бер 2007 | Австралія F4, Лайнем | Ф'ючерс    | Ґрунт    | Раміз Джунейд           | Карстен Болл Дейн Фернандез             | 6–3, 6–4         |
| Поразка   | 4–4 | Тра 2007 | Польща F1, Катовиці  | Ф'ючерс    | Ґрунт    | Раміз Джунейд           | Каміл Чапкович Марек Сем'ян             | 5–7, 0–6         |

## Часовий графік результатів
| W | Ф | ПФ | ЧФ | #Р | КТ | К# | DNQ | A | NH |

### Одиночний розряд
| Турніри Великого шлему                 |              |              |     |     |     |     |     |       |     |    |
| Відкритий чемпіонат Австралії з тенісу | К2р          | К1р          | К1р | К1р | К2р | К2р |     | 0 / 0 | 0–0 | –  |
| Відкритий чемпіонат Франції з тенісу   | К2р          | К1р          | К2р |     | К1р |     | К2р | 0 / 0 | 0–0 | –  |
| Вімблдонський турнір                   | К1р          |              |     |     |     | К1р |     | 0 / 0 | 0–0 | –  |
| Відкритий чемпіонат США з тенісу       |              |              |     |     |     |     |     | 0 / 0 | 0–0 | –  |
| В-П                                    | 0–0          | 0–0          | 0–0 | 0–0 | 0–0 | 0–0 | 0–0 | 0 / 0 | 0–0 | –  |
| Тур ATP Мастерс 1000                   |              |              |     |     |     |     |     |       |     |    |
| Індіан-Веллс                           |              |              |     |     |     |     | 1р  | 0 / 1 | 0–1 | 0% |
| Гамбург                                |              |              | К1р |     |     |     |     | 0 / 0 | 0–0 | –  |
| Мадрид                                 | Не проводили | Не проводили |     |     |     | К1р |     | 0 / 0 | 0–0 | –  |
| В-П                                    | 0–0          | 0–0          | 0–0 | 0–0 | 0–0 | 0–0 | 0–1 | 0 / 1 | 0–1 | 0% |